# Pogonatherum
Genre
Pogonatherum est un genre de plantes monocotylédones de la famille des Poaceae, sous-famille des Panicoideae, originaire d'Asie et des îles de l'océan Indien,,, qui comprend quatre espèces acceptées.

## Liste des espèces
Selon World Checklist of Selected Plant Families (WCSP) (27 mai 2017) :
- Pogonatherum biaristatum S.L.Chen & G.Y.Sheng, Bull. Bot. Res. (1993) - Haïnan
- Pogonatherum crinitum (Thunb.) Kunth (1833) - Sous-continent indien, Chine, Japon, Asie du Sud-Est, Papouasie, Îles Mariannes, Madagascar
- Pogonatherum paniceum (Lam.) Hack. (1906) Arabie saoudite, Sous-continent indien, Chine, Asie du Sud-Est, Papouasie
- Pogonatherum rufobarbatum Griff. (1851) - Assam